# Phare de Skrova
Le phare de Skrova (en norvégien : Skrova fyr) est un phare côtier situé sur une petite île du Vestfjord (Îles Lofoten) sur la commune de Vågan, dans le Comté de Nordland (Norvège).
Il est géré par l'administration côtière norvégienne (en norvégien : Kystverket). Il est classé patrimoine culturel par le Riksantikvaren depuis 1999.

## Histoire
L'îlot est au sud-ouest de Skrova et au sud d'Austvågøya. Le phare a été mis en service en 1922. Électrifié en 1951, il a été automatisé en 1987. La station météorologique a été fermée en 2005 quand le phare a perdu son personnel.
La maison du gardien, le local du générateur, le hangar à bateaux et plusieurs constructions auxiliaires sont toujours présents sur cette station.

## Description
Le phare  est une tour cylindrique en fonte de 24 mètres de haut, avec une galerie et une lanterne. La tour est rouge avec deux bandes blanches et la lanterne est rouge. Il émet, à une hauteur focale de 41 mètres, deux éclat blancs toutes les 45 secondes. Sa portée nominale est de 18 milles nautiques (environ 33 km).
Identifiant : ARLHS : NOR-211 ; NF-7476 - Amirauté : L2860.1 - NGA : 11452 .
|          |
| Le phare |

### Lien connexe
- Liste des phares de Norvège